# Infraction moindre et incluse
Dans le droit pénal des pays de common law, une infraction moindre et incluse (anglais : lesser included offense) est une infraction pénale pour laquelle tous les éléments nécessaires pour imposer la responsabilité sont également des éléments trouvés dans un crime plus grave. Dans une logique de poupées russes, la condamnation d'un accusé en vertu d'une infraction moindre et incluse peut se produire lorsqu'on manque de preuves pour l'infraction plus grave.

## Droit par pays

### Canada
En droit pénal canadien, la possibilité de condamner un accusé pour une infraction moindre et incluse est prévue à l'article 662 (1) du Code criminel.

« Partiellement prouvée
662 (1) Un chef dans un acte d’accusation est divisible et lorsque l’accomplissement de l’infraction imputée, telle qu’elle est décrite dans la disposition qui la crée ou telle qu’elle est portée dans le chef d’accusation, comprend la perpétration d’une autre infraction, que celle-ci soit punissable sur acte d’accusation ou sur déclaration de culpabilité par procédure sommaire, l’accusé peut être déclaré coupable :
a) ou bien d’une infraction ainsi comprise qui est prouvée, bien que ne soit pas prouvée toute l’infraction imputée;
b) ou bien d’une tentative de commettre une infraction ainsi comprise. »

L'article 662 (1) a) C.cr. concerne l'infraction moindre et incluse statutaire, tandis que l'article 662 (1) b) C.cr. concerne la tentative de commettre l'infraction. Par exemple, la tentative de meurtre (art. 239 du Code criminel) peut être insérée dans le chef d'accusation si l'accusation de meurtre (art. 235 du Code criminel) ne peut pas être entièrement prouvée.
L'article 662 (3) du Code criminel concerne le cas particulier d'un suspect  est trouvé non coupable de meurtre au premier degré, mais trouvé coupable de l'infraction incluse d'homicide involontaire coupable.
Autres exemples d'infractions incluses : 
- La voie de fait simple (art. 266 du Code criminel[4]) est une infraction moindre et incluse de la voie de fait avec lésions (art. 267 du Code criminel[5]) et des voies de fait graves (art. 268 du Code criminel[6])
- Si l'accusation de tentative de meurtre ne peut pas être entièrement prouvée mais que l'accusé avait tiré une arme, l'accusé peut être trouvé coupable de l'infraction moindre et incluse de décharger une arme à feu avec une intention particulière (art. 244 du Code criminel[7])

L'article 606 (4) du Code criminel permet à un accusé de conclure une entente avec le procureur de la poursuite de plaider coupable à une infraction moindre et incluse. 

### États-Unis
Dans les procès criminels devant jury, le tribunal est autorisé (mais non tenu) à indiquer aux jurés qu'ils peuvent déclarer l'accusé coupable du crime le plus grave imputé ou d'une infraction moindre et incluse dans ce crime .Dans les affaires de meurtre, cependant, où un accusé condamné peut encourir la peine capitale, la Cour suprême des États-Unis a statué que le tribunal doit indiquer au jury qu'il peut déclarer l'accusé coupable d'une infraction moins incluse telle que l'homicide involontaire coupable. 
Le motif de cette décision est que lorsque le jury n'a pas la capacité de condamner pour une infraction moindre et incluse, les jurés peuvent choisir de condamner un accusé moins coupable au lieu de laisser l'accusé en liberté, condamnant essentiellement pour un crime plus grave que les faits ne le justifient. Comme l'a noté la Cour, « le fait de ne pas donner au jury la « troisième option » de déclarer coupable d'une infraction moindre et incluse semble inévitablement accroître le risque d'une condamnation injustifiée. Un tel risque ne peut être toléré dans une affaire où la vie du défendeur est en jeu." Par conséquent, ils doivent avoir au moins une option qui se situe entre ces extrêmes.